# События 17 июня 1953 года в ГДР
События 17 июня 1953 года в ГДР — экономические выступления рабочих в июне 1953 года в Восточном Берлине, переросшие в политическую забастовку против правительства ГДР по всей стране. До периода гласности они не были предметом изучения советских историков и тенденциозно трактовались как «фашистская вылазка». В постсоветской российской историографии не выработано устоявшегося определения; в отличие от западных коллег, которые пишут о «рабочем восстании» или «народном восстании», российские историки в основном пользуются политическим эвфемизмом: «события в ГДР 17 июня 1953 года».

## Причины и предпосылки кризиса

### «Планомерное строительство социализма»

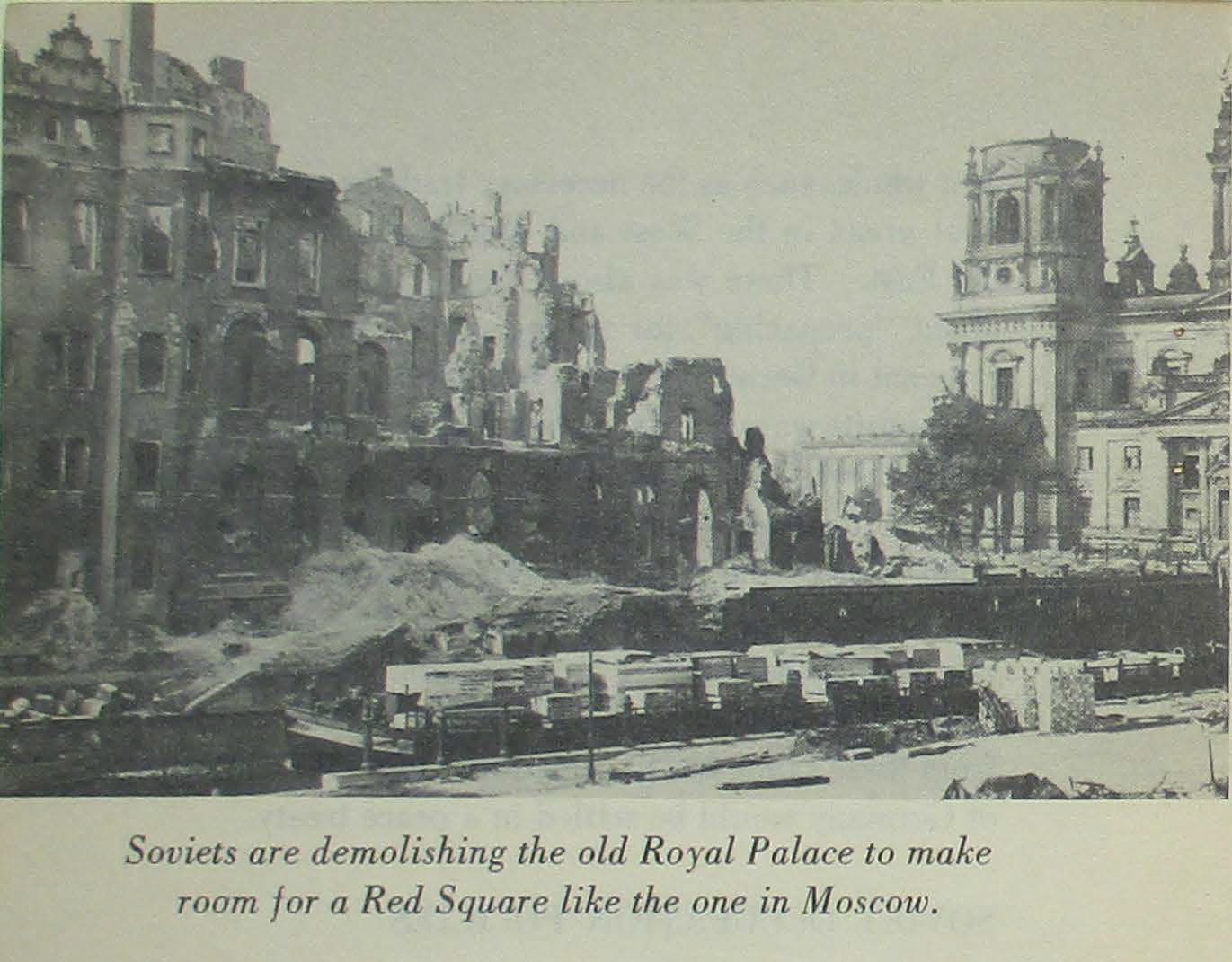
Советские власти разрушают старый кайзеровский дворец в Берлине, чтобы построить там площадь по типу Красной площади в Москве

В июле 1952 года на II конференции Социалистической единой партии Германии (СЕПГ) генеральный секретарь Вальтер Ульбрихт провозгласил курс на «планомерное строительство социализма», что сводилось к последовательной советизации восточногерманского строя: мерам против мелких собственников и частной торговли, массовой национализации предприятий.
От фермеров потребовали вступления в сельскохозяйственные кооперативы. В промышленности повышение налогов вело к вытеснению с рынка ещё существовавших частных предприятий. Деятельность многих мелких собственников криминализировалась. В течение года число заключённых выросло с 31 до 66 тысяч человек.
В сфере идеологии руководство также усилило классовую борьбу. Аресты в среде политиков из числа христианских демократов и либеральных демократов были призваны урезонить эти гражданские партии. Под предлогом обмена партдокументов СЕПГ провела чистку в своих рядах и избавилась от многих критически настроенных членов, прежде всего бывших социал-демократов.
Новая линия потребовала изменений в госаппарате. Административная реформа привела к усилению централизма. В конце июля 1952 года правительство ГДР упразднило 5 исторических «земель» и создало вместо них 14 округов. В соответствии с договорённостями союзников Восточный Берлин имел особый статус, но практически был 15-м округом.
Соответствующим образом была реформирована и система народного образования. В школах, высших школах и университетах был введён курс «Основы марксизма-ленинизма» как единственно верной теории общественного развития. Усилилось давление на протестантскую церковь.
Под влиянием советской стороны был принят план экономического развития, который предусматривал ускоренный рост тяжёлой промышленности. Его реализация отражалась на работе отраслей, выпускавших потребительские товары. Правительству ГДР приходилось действовать в жёстких финансовых условиях, к тому же наличные резервы металла в значительной степени шли на изготовление оборудования для поставок в СССР в счёт репараций, для производства товаров народного потребления его не хватало.
В обстановке холодной войны росли расходы на поддержание государственной безопасности и создание национальной армии. 1 июля 1952 года началось формирование казарменной полиции, предтечи собственных вооружённых сил. В 1952 году 11 % госбюджета шло на военные расходы. 19 % составляли репарации Советскому Союзу.
Милитаризация ГДР с 1952 года стала причиной глубокого экономического кризиса. Жиры, мясо и сахар по-прежнему распределялись по карточкам. Высокие цены в магазинах госторга, в которых можно было без карточек купить дополнительные продукты, оказались для большинства рабочих не по карману.
В 1952 году средняя заработная плата составляла 308 марок. В магазинах килограмм сахара стоил 12 марок, килограмм масла — 24 марки, килограмм свинины — 15 марок. Это вело к парадоксальной ситуации для рабочих. От них требовалось выполнение планов повышения производительности труда, тогда как их заработная плата не позволяла им обеспечить семьи элементарными вещами.
В апреле 1953 года, за два месяца до июньских событий, произошло повышение цен на общественный транспорт, одежду, обувь, хлебопродукты, мясо и содержащие сахар продукты. По свидетельству участника тех событий, это уже тогда вызвало волну возмущения.
Рост недовольства населения выражался и в росте числа беженцев. Всё больше людей, прежде всего высококвалифицированных кадров, покидали ГДР. В 1951 году — 165 648, в 1952 году — 182 393 человека. «Утечка мозгов», в свою очередь, создавала новые экономические проблемы.
В конце мая 1953 года в стране создалась такая ситуация, когда условиями жизни — в разной степени и по разным причинам — были недовольны почти все слои населения. Граждане ГДР ждали перемен.

### «Новый курс»

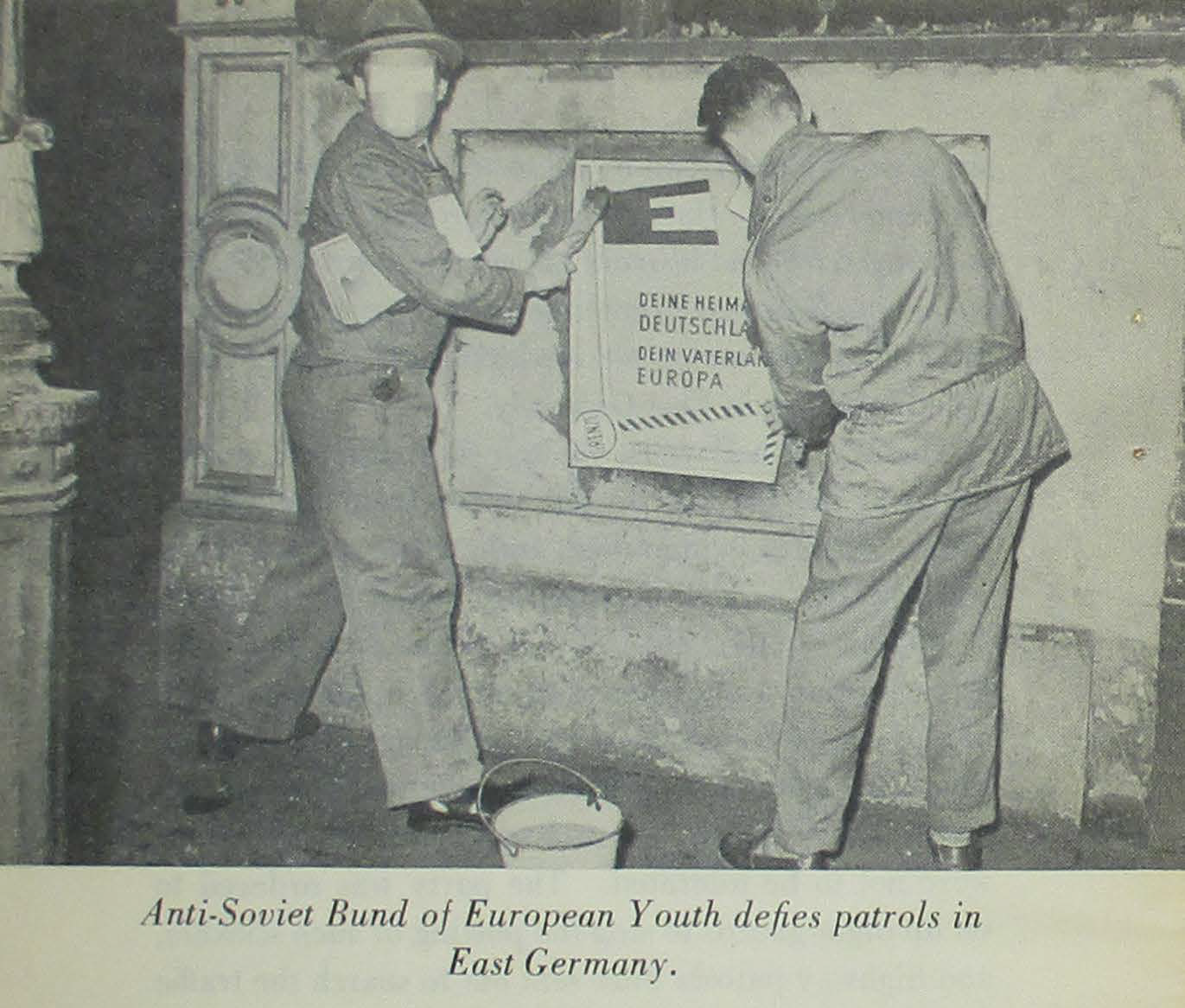
Несогласные со сталинским курсом немцы клеят в ГДР плакат «Твоя родина — Германия, твоё отечество — Европа»

После смерти Сталина в Политбюро ЦК КПСС росло недовольство политикой и стилем руководства Вальтера Ульбрихта. В отчётах, поступавших в Москву из Восточного Берлина, выражалось беспокойство о положении в ГДР. В то же время новое советское руководство хотело изменить политический курс в отношении Германии. Смена в руководстве произошла не только в Советском Союзе, но и в Соединённых Штатах. Заступивший в январе 1953 года на пост президент Эйзенхауэр пытался наладить новые отношения с Москвой. В начале мая 1953 года в министерстве иностранных дел СССР по инициативе Лаврентия Берии началась разработка меморандума по германскому вопросу. Кремлёвскому руководству было ясно, что Запад пойдёт на обсуждение германского вопроса лишь в том случае, если в политическом курсе ГДР появятся новые акценты. СЕПГ предлагалось отказаться от курса на ускоренное строительство социализма и сосредоточиться на вопросах, которые могли способствовать объединению Германии. Предлагалось снизить объём обязательных госпоставок с крестьян на 10—15 %, в особенности для зажиточных, дававших основную массу товарной продукции. Осуждались как «недопустимо торопливые» меры по вытеснению частного капитала из промышленности, торговли и сферы услуг. Властям ГДР предлагалось также строго соблюдать законность и в ближайшее время осуществить широкую амнистию.
Первый сигнал готовности к переговорам поступил 28 мая 1953 года. Им стал формальный роспуск Советской контрольной комиссии в ГДР и учреждение должности «Верховного комиссара», которым был назначен Владимир Семёнов. Он тут же принялся за разработку распоряжения «О мерах по оздоровлению политической обстановки в ГДР», которое было принято 2 июня 1953 года Советом министров СССР. В тот же вечер делегация СЕПГ была вызвана в Москву, где Вальтер Ульбрихт, Отто Гротеволь и Фред Ольснер получили документ для ознакомления. На утреннем заседании 3 июня 1953 года Ульбрихт был подвергнут суровой критике; Президиум ЦК КПСС настоятельно требовал быстрой и основательной смены политического курса СЕПГ во избежание протестов населения. 5 июня делегация ГДР в сопровождении Верховного комиссара СССР вернулась в Восточный Берлин. В последующие дни Семёнов постоянно присутствовал на заседаниях Политбюро СЕПГ, которое провозгласило «Новый курс». Речь шла о значительном снижении темпов построения социализма, об отмене многих перегибов экономического и политического характера. Однако эти корректуры курса были предприняты слишком поздно.

### Политика США в отношении ГДР
В июле 1952 года в США был разработан документ «Национальная стратегия в отношении Германии», утверждённый в августе под кодовым названием PSB D-21. Наряду с мерами, направленными на усиление западной интеграции Федеративной республики, он также предусматривал меры к «сокращению советского потенциала в Восточной Германии». При этом в первую очередь Западный Берлин рассматривался как «витрина демократии» и место подготовки психологических операций против ГДР и других восточноевропейских стран.
До начала 1953 года эти меры ограничивались созданием разведывательной сети и материально-финансовой поддержкой антикоммунистических организаций, которые действовали против ГДР. Цель была обозначена довольно расплывчато: «подконтрольная подготовка к более активному сопротивлению».
Подобного рода формулировки, по мнению историка Кристиана Ф. Остерманна, не позволяют сделать вывод о том, что американские спецслужбы целенаправленно работали на восстание масштаба 17 июня. На первом плане американских усилий стояла задача сохранить потенциал сопротивления в Восточной Германии и укрепить надежду «на освобождение от коммунистического господства». По этой причине нет ничего удивительного в том, что находившаяся под американским контролем радиостанция РИАС в Западном Берлине рассматривалась как «эффективное средство прорыва железного занавеса». Её передачи пользовались большой популярностью в Восточной Германии. По американским данным, их регулярно слушали 70 % восточных немцев. По мнению первого американского Верховного комиссара Джона Макклоя, радиостанция была «духовным и психологическим центром сопротивления в закрытом регионе, которым управляли коммунисты».

### Повышение норм выработки
14 мая 1953 года 13-й пленум ЦК СЕПГ принял решение о 10-процентном повышении норм выработки в целях борьбы с экономическими трудностями. 28 мая Совет министров ГДР выполнил это решение, которое было опубликовано в следующей формулировке:

Правительство Германской Демократической Республики приветствует инициативу рабочих по повышению норм выработки. Оно благодарит всех трудящихся, которые повысили свои нормы, за их большое патриотическое дело. Одновременно оно отвечает на пожелание рабочих по пересмотру и повышению норм. Это генеральное повышение норм выработки является важным шагом на пути к созданию основ социализма.

Повышение норм предполагалось вводить постепенно и завершить к 30 июня, дню рождения Вальтера Ульбрихта.

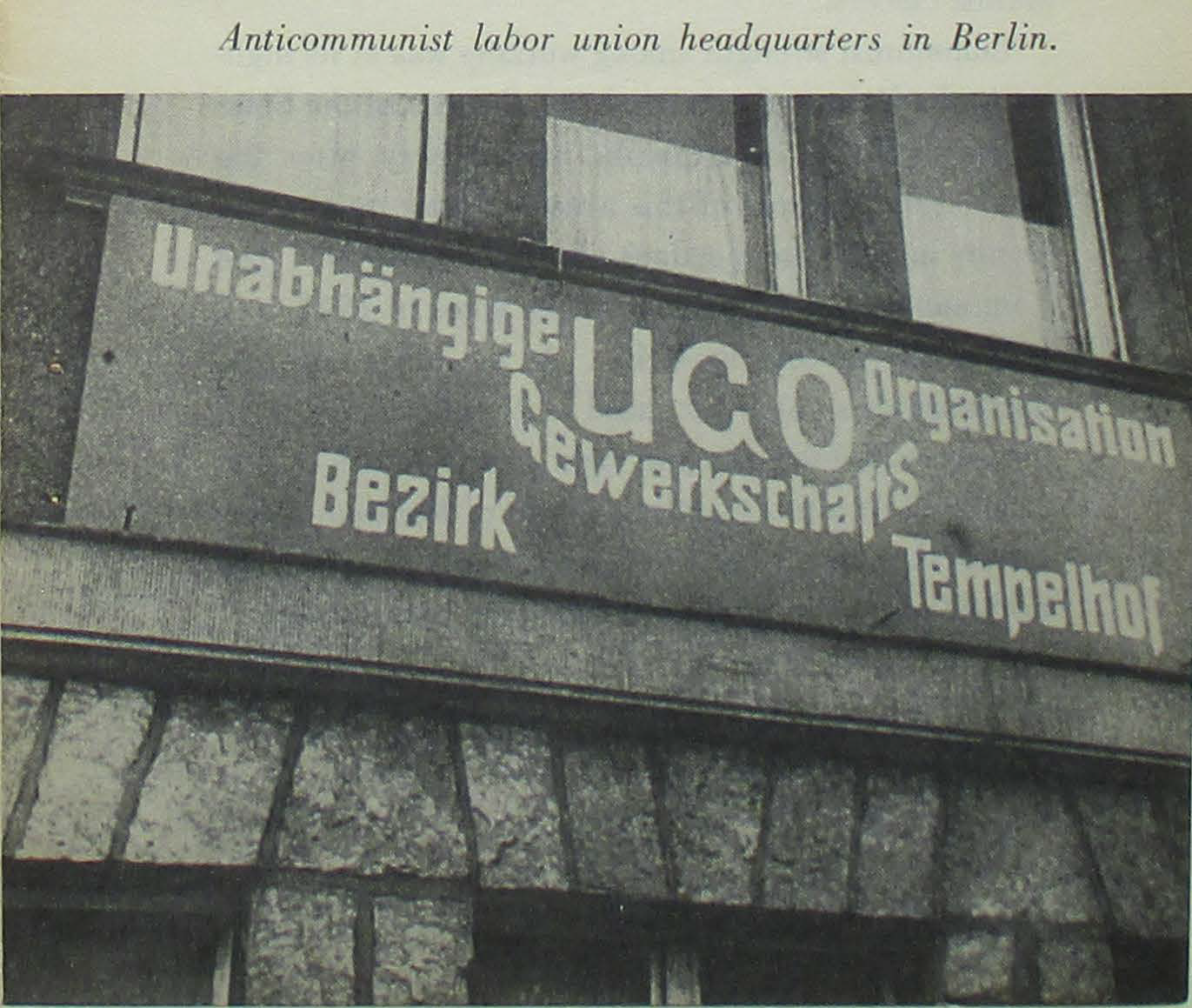
Штаб-квартира организации независимых профсоюзов (UGO) в Темпельхофе

При прежней зарплате рабочие должны были на 10 % больше работать. Повышенные нормы вели к сокращению заработной платы на 25 %. На фоне постоянного снижения уровня жизни это решение спровоцировало широкое недовольство. 13 и 16 мая на сталелитейном заводе в Лейпциге бастовали 900 рабочих. Небольшие стачки прошли на стройках и других предприятиях в Берлине. Акции постепенно приобрели политический характер. В целом, как сказано в одном из отчётов профсоюзов, преобладали «негативные дискуссии».

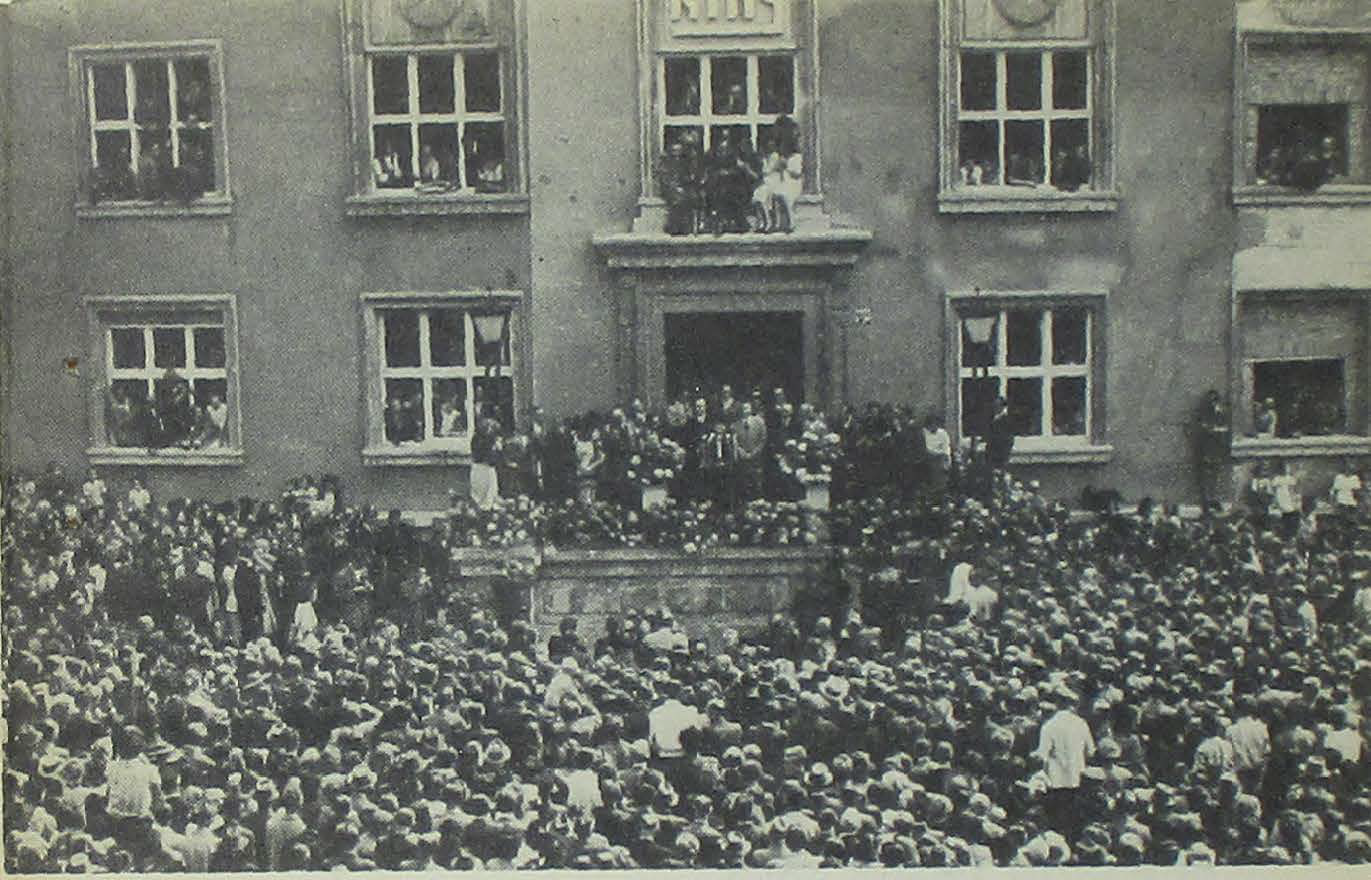
Многолюдный митинг. Люди вылезли из окон, чтобы услышать речь руководителей сопротивления

Однако руководство профсоюзов, теоретически призванное стоять на страже интересов рабочих, высказалось в поддержку повышения норм. 16 июня 1953 года в профсоюзной газете «Трибуна» был опубликован комментарий с такими словами: «Да, решения о повышении норм являются абсолютно правильными». Этот комментарий в защиту повышения норм выработки стал последней каплей, переполнившей чашу недовольства рабочих.

## Хронология

### 9 июня
9 июня забастовку против повышения норм выработки объявили сталевары в Хеннигсдорфе. Администрация предприятия назначила премию в 1000 марок за выявление руководителей забастовки, пятеро из них были арестованы.
В тот же день Политбюро ЦК СЕПГ дало указание правоохранительным органам начать немедленное освобождение из-под заключения всех тех, кто зимой 1952/53 года был арестован и осуждён за спекуляцию и другие экономические преступления. Объявлялось о либерализации режима на границе с ФРГ и о возврате имущества всем беженцам, пожелавшим вернуться в ГДР. Была пересмотрена в сторону большей скромности программа празднования 60-летия Ульбрихта.

### 11 июня
Газета «Нойес Дойчланд» опубликовала коммюнике Политбюро ЦК СЕПГ о введении «Нового курса». Оно было подготовлено главным редактором Рудольфом Гернштадтом, который принадлежал к реформаторскому крылу партии. В документе, в частности, сообщалось об отмене с 15 июня апрельского повышения цен на мясо и искусственный мёд, возвращении выплаты дотаций рабочим на транспортные расходы. Подлежала отсрочке уплата налоговых недоимок, возникших в частном секторе до конца 1950 года. При этом коррективы курса обосновывались не материальным положением людей в ГДР, а «великой целью обеспечения единства Германии».
Номер газеты был немедленно раскуплен и вскоре продавался по спекулятивной цене, превышавшей номинальную в 30 раз (за экземпляр газеты давали до 5 марок). У значительной части населения сложилось впечатление, что СЕПГ под давлением западных держав и церкви решило отказаться от строительства социализма в пользу единой капиталистической Германии, воссоздание которой не за горами. Выходило, что «капиталистам» прощались все их прегрешения в бывшей ГДР, за что должны были расплатиться более интенсивным трудом простые рабочие. Низовые парторганизации СЕПГ, не получившие никаких инструкций ЦК, находились в растерянности и не знали, что говорить рабочим.
В условиях отсутствия информации со стороны руководства партии возникали самые невероятные слухи, например о том, что СЕПГ вскоре вновь будет разделена на СДПГ и КПГ, советские войска уже покидают территорию ГДР и на их место вступают американские и английские части. Резко возросло количество тех, кто демонстративно слушал передачи РИАС.
С другой стороны, в коммюнике ничего не говорилось о ключевом вопросе — пересмотре норм выработки.

### 12 июня
Рабочие народного предприятия «Юстус Пертес» в Готе в знак протеста развернули лицом к стене все портреты руководителей ГДР.
В Бранденбурге пятеро рабочих частного транспортного предприятия пришли в 16 часов 30 минут в окружной суд и потребовали, в соответствии с провозглашённой политикой «Нового курса», освобождения своего хозяина Курта Теге, который содержался в предварительном заключении в связи с якобы нелегальной покупкой лошади. До позднего вечера к рабочим присоединились около 2500 жителей города. Порядок был восстановлен к 23 часам. После совещания партийного руководства округа с советскими представителями Теге был освобождён и доставлен в свой дом.
На крупном строительном объекте Берлина — больнице в районе Фридрихсхайн — строители решили объявить забастовку из-за 10-процентного повышения норм. Забастовка была назначена на понедельник 15 июня.

### 13—14 июня
После публикации коммюнике политбюро о «Новом курсе» содержание дискуссий на предприятиях изменилось. Рабочие требовали немедленной отмены повышения норм выработки и снижения цен в государственной розничной торговле на 40 %. Рабочие частных предприятий с радостью встречали выпущенных из тюрьмы бывших владельцев. Назначенные вместо них временные управляющие зачастую были некомпетентны. С другой стороны, многие ждали реставрации капитализма и хотели быть на хорошем счету у новой власти.
В субботу, 13 июня 1953 года, рабочие берлинского народного строительного предприятия «Индустрибау» отправились на прогулку по озеру Мюггельзе. На теплоходе «Будь готов!» собралось руководство, а на другом — «Триумфе» — плыли рядовые строители. Там шли оживлённые дискуссии; бригадиры решили объявить руководству, что начнут забастовку, если повышение норм не будет отменено. В гостинице «Рюбецаль» строители продолжили дискуссию за пивом. В какой-то момент на стол вскочил один из бригадиров и объявил, что в понедельник, 15 июня, строители будут бастовать, если повышение норм выработки не будет отменено. Руководство предприятия сочло, что бригадир немного «перебрал», и не предприняло никаких профилактических мер.

### 15 июня
15 июня в Берлине среди строителей престижных строек на Сталин-аллее начались первые забастовки. Делегация рабочих подъехала на грузовике к Дому министерств и потребовала встречи с Отто Гротеволем. На вахте им сказали, что премьер-министра нет на месте. Их принял его референт Курт Амбре. Разговор прошёл в «дружеской обстановке». Руководитель делегации Макс Феттлинг передал письмо, в котором 300 строителей больницы Фридрихсхайн требовали до полудня 16 июня отменить сокращение заработной платы. Через полтора часа делегация уехала. На следующий день она хотела приехать за ответом. Однако в районном руководстве СЕПГ решили, что письмо было явно написано «по указке из Западного Берлина». Подготовленные агитаторы должны были на следующий день объяснить рабочим, что ради построения социализма нужно согласиться с сокращением заработной платы.

### События 16 июня
Около 7 часов утра 16 июня на стройке больницы Фридрихсхайн началось брожение. В свежем номере профсоюзной газеты «Трибуна» был опубликован комментарий в поддержку повышения норм выработки. Строители восприняли его как ответ на письмо, которое они накануне передали Отто Гротеволю. Среди них были и посланцы со стройки «Блок 40» — гигантского жилого комплекса на Сталин-аллее. В это время директор больницы, возможно без злого умысла, распорядился закрыть ворота стройки. Рабочие с «Блока 40» полезли через забор. На Сталин-аллее прошёл слух: «Наших коллег заперли. Надо их освободить». В 10:25 народная полиция насчитала 700 демонстрантов. Проходя мимо строительных участков, они громко скандировали: «Коллеги, присоединяйтесь, мы хотим быть свободными людьми!» Демонстрация, численность которой в результате достигла 10 тысяч человек, направилась к Дому министерств на Лейпцигерштрассе. Согласно оперативной сводке полиции, «население выступало отчасти за, отчасти против демонстрантов», которые требовали отмены повышения норм выработки.
Тем временем Политбюро СЕПГ, заседавшее в этот день, в срочном порядке приняло решение об отмене повышения норм. В постановлении было сказано:

Политбюро считает абсолютно неправильным проведение административным путём 10-процентного повышения норм выработки на предприятиях народной индустрии. Повышение норм выработки может и должно проводиться не административными методами, а исключительно на основе убеждения и добровольности. Предлагается отменить как ошибочное введённое некоторыми министерствами повышение норм выработки. Совместно с профсоюзами пересмотреть решение правительства от 28 мая 1953 года.
В полдень об этом запоздалом решении Политбюро сообщило радио ГДР.
Около 14 часов перед Домом министерств начался митинг. Вышедший к забастовщикам министр металлургии и горнодобывающей промышленности Фриц Зельбман пытался успокоить демонстрантов и объявил о решении Политбюро; но это не возымело успеха. Министр был освистан. Из оперативной сводки народной полиции: «В 14:35 на углу Лейпцигерштрассе и Вильгельмштрассе собрались строители. Оратор министерства, который, в частности, сказал: „Нам нужна народная армия“, — был прерван криками строителей: „Долой народную армию!“ Строители зачитали резолюцию, которую из-за шума сотрудники народной полиции не смогли понять». В резолюции, помимо экономических, выдвигались и политические требования — отставка правительства и тайные свободные выборы. Из полицейских, призывавших демонстрантов разойтись, двое были избиты. После того как секретарь по вопросам пропаганды городского правления СЕПГ Хайнц Брандт сделал соответствующие пояснения, в 16 часов рабочие стали расходиться. Из 5000 человек около 1000 продолжили забастовку, из них около 900 строителей со строек аллеи Сталина, которые потребовали, чтобы к ним вышел премьер-министр Отто Гротеволь. В 18:40 колонна из 800 человек достигла здания ЦК СЕПГ и выкрикивала лозунги «Долой эксплуатацию», «Долой правительство голода». Магистрат Большого Берлина послал машину с громкоговорителем и информировал демонстрантов о том, что решение правительства ГДР о повышении норм было отменено. Демонстранты захватили эту машину и сообщили по громкоговорителю о том, что на следующий день, 17 июня, рано утром на Штраусбергской площади состоится митинг. Одновременно раздались призывы к проведению всеобщей забастовки.
В совершенно секретном донесении представитель МВД СССР полковник Иван Фадейкин сообщал в Москву: «По наблюдениям агентуры, в течение дня и вечером 16 июня с. г. со стороны бастующих не было выдвинуто ни одного лозунга против Советского Союза. Все выпады направлены исключительно против Правительства ГДР и СЕПГ… По имеющимся данным, в организации демонстрации активную роль играли лица из Западного Берлина».
О волнениях строителей в Восточном Берлине радиостанция РИАС узнала с многочасовым опозданием, так как телефонная связь между Восточным и Западным Берлином была прервана в мае 1952 года. Первое сообщение прозвучало в 13:30 в выпуске новостей: «Размах сегодняшних акций протеста на данный момент нельзя оценить». В 16:30 был передан подробный отчёт о митинге перед Домом министерств. В нём сообщалось о требованиях рабочих и о том, что членам правительства не удалось успокоить демонстрантов.
По воспоминаниям Эгона Бара, который в то время был немецким главным редактором РИАС, на радиостанцию пришла делегация забастовочного комитета и попросила зачитать по радио резолюцию. Американский директор РИАС Гордон Эвинг не хотел идти на конфронтацию с советской стороной, тем не менее Бар якобы лично отредактировал требования делегатов. В 19:30 они были зачитаны по радио: первое — выплата зарплат по старым нормам, второе — немедленное увеличение прожиточного минимума, третье — свободные и тайные выборы, четвертое — гарантии ненаказания забастовщиков и их представителей.
Передачи об акциях протеста в Восточном Берлине радиостанция РИАС транслировала всю ночь. 17 июня с 5:36 в эфире четыре раза прозвучало заявление председателя профсоюзов Западного Берлина Эрнста Шарновского, поддержавшего «коллег из Восточного Берлина». При этом западному профсоюзному деятелю было запрещено открыто призвать население ГДР к всеобщей забастовке. В своём заявлении он подчеркнул, что «людям в Восточной зоне и в Восточном Берлине» он может дать «хорошие советы», а не распоряжения. Обращаясь к жителям Восточного Берлина, он сказал:

Не оставляйте их одних! Они борются не только за социальные права рабочих, но и за общие человеческие права всего населения восточной зоны. Присоединяйтесь к движению восточно-берлинских строителей, работников общественного транспорта и железнодорожников и занимайте свои Штраусбергские площади!.
Сообщение о призыве рабочих Восточного Берлина к всеобщей забастовке было опубликовано 16 июня на первой полосе экстренного выпуска выходившей в Западном Берлине газеты «Дер Абенд».
Однако руководство ГДР не понимало всей серьёзности положения. На состоявшемся вечером 16 июня собрании актива берлинской партийной организации СЕПГ члены Политбюро ни одним словом не обмолвились о демонстрации рабочих и не дали партийному активу никаких указаний. Официально повышение норм было отменено лишь 21 июня 1953 года.
Вечером 16 июня в центре Восточного Берлина наблюдались многочисленные собрания демонстрантов. Они срывали пропагандистские плакаты и скандировали «Долой СЕПГ». Обстановка накалялась. Не обошлось и без потасовок. Ночью на всех крупных предприятиях были сформированы стачечные комитеты для проведения всеобщей забастовки. Тем временем народная полиция и советские войска были приведены в состояние повышенной боевой готовности.

### События 17 июня
Утром 17 июня в Берлине началась всеобщая забастовка. Уже в 7 часов на Штраусбергер плац собралась 10-тысячная толпа. Через французский сектор в центр Восточного Берлина из Хеннигсдорфа двинулась огромная колонна сталеваров. Между 11:00 и 11:30 была остановлена работа метро и городской электрички, чтобы воспрепятствовать быстрому прибытию многочисленных демонстрантов с окраин в центр. К полудню численность забастовщиков в городе достигла 150 тысяч человек. Демонстранты требовали отставки правительства, отставки профсоюзного руководства, проведения свободных выборов, допуска к выборам западных партий, воссоединения Германии. Большую популярность приобрели лозунги, направленные против руководителей ГДР Ульбрихта, Пика и Гротеволя: «Бородка, брюхо и очки — это не воля народа!» (на немецком языке он звучал в рифму) и «Козлобородый должен уйти!». Произошли столкновения и потасовки с полицейскими и ответственными работниками СЕПГ.
Гнев и недовольство рабочих выражались также в уничтожении пропагандистских плакатов. Толпа разгромила полицейский участок в Колумбус-хаусе на Потсдамской площади и подожгла газетный киоск. На границе советского и западного секторов города были демонтированы пограничные знаки и заграждения. В 11:10 полиция Западного Берлина, а в 11:20 — полиция Восточного Берлина сообщила, что молодые люди сняли с Бранденбургских ворот красный флаг и разорвали его под ликование толпы.
Волнения перекинулись на всю Восточную Германию. В индустриальных центрах стихийно возникли забастовочные комитеты и советы рабочих, бравшие в свои руки власть на фабриках и заводах.
Стачечный комитет района Биттерфельд отправил в Берлин телеграмму следующего содержания:

Трудящиеся района Биттерфельд требуют немедленной отставки правительства, которое пришло к власти за счёт манипуляций на выборах, формирования временного демократического правительства, свободных и тайных выборов через четыре месяца, отхода немецкой полиции от зональных границ и немедленного прохода для всех немцев, немедленного освобождения политических заключённых, немедленной нормализации жизненного уровня без сокращения зарплат, допуска всех крупных немецких демократических партий, отказа от наказания бастующих, немедленного роспуска так называемой народной армии, разрешения на организацию партий, существующих в Западной Германии.
Осаде и штурму подверглись 250 общественных зданий, среди них были 5 окружных учреждений министерства госбезопасности, два окружных комитета СЕПГ, одна районная дирекция народной полиции, а также десяток зданий СЕПГ и профсоюзов, полицейские участки и канцелярии бургомистра. Из 12 тюрем были освобождены около 1400 заключённых, из которых 1200 удалось вернуть за решётку.
Хотя советские войска уже 17 июня в значительной степени контролировали ситуацию, на некоторых предприятиях протесты продолжались вплоть до середины июля. 10 и 11 июля бастовали рабочие на заводе «Carl Zeiss» в Йене, а 16 и 17 июля — на заводе «Buna» в Шкопау.
На 15-м пленуме ЦК СЕПГ 26 июля 1953 года Отто Гротеволь сообщил, что демонстрации и забастовки состоялись в 272 населённых пунктах из 10 тысяч. В 1991 году на основе материалов министерства внутренних дел ГДР это число было исправлено на 373. Спустя ещё четыре года историки насчитали 563 населённых пункта, где происходили волнения. Согласно последним исследованиям, демонстрации и забастовки состоялись не менее чем в 701 населённом пункте ГДР. Официальные власти ГДР оценили число участников движения протеста в 300 тысяч. По уточнённым данным, в демонстрациях по всей стране участвовали около миллиона человек.

#### В округе Дрезден
Самые крупные акции протеста состоялись в городах Дрезден, Гёрлиц, Ниски и Риза. По данным Народной полиции, забастовки прошли в 14 из 17 районов округа.
В Дрездене на большинстве предприятий была прекращена работа. После обеда многие демонстранты отправились в центр города. Около 20 тысяч человек собрались на Театерплац, Постплац, Плац-дер-Айнхайт, а также перед Нойштадтским и главным вокзалами.
Наибольшая степень организованности была проявлена в Гёрлице, где рабочие образовали забастовочный комитет и целенаправленно заняли здания СЕПГ, госбезопасности, массовых организаций и тюрьму. Затем демонстранты направились к городской ратуше, сместили бургомистра и сформировали новый «городской комитет». Из тюрем были освобождены заключённые. Как и в Биттерфельде, рабочие выдвинули каталог политических требований, в том числе о пересмотре восточной границы ГДР по линии Одер-Нейссе. В целом в демонстрации приняли участие около 50 тысяч человек. Советские войска положили конец акциям протеста.

#### В округе Галле
Округ Галле стал одним из центров восстания. Все 22 района сообщили о забастовках и акциях протеста. Наряду со столицей округа главные события развернулись в таких промышленных центрах, как Лойна, Биттерфельд, Вольфен, Вайсенфельс и Айслебен, а также Кведлинбург и Кётен.
Особо следует отметить промышленный регион Биттерфельд, где забастовочный комитет координировал действия 30 тысяч бастующих. В Биттерфельде рабочие целенаправленно и организованно заняли здания Народной полиции, городского управления, государственной безопасности и тюрьмы и тем самым парализовали государственный аппарат. Столкновений с применением оружия не было по той причине, что начальник районного управления полиции Носсек утром объехал заводы в Вольфене и Биттерфельде и приказал хранить все виды оружия в комнатах хранения оружия. Этим он фактически обезоружил охрану заводов.
В Галле в 18 часов около 60 тысяч человек собрались на рыночной площади Халльмаркт в центре города. Советские танки разогнали демонстрантов. 4 человека были застрелены полицией.

#### В округе Гера
В городе Вайда вооружённые шахтёры устроили перестрелку с казарменной полицией (предшественницей Национальной народной армии).
В городе Йена в акциях протеста участвовали от 10 до 20 тысяч человек. Демонстранты заняли здания районного управления СЕПГ, тюрьмы и госбезопасности. После объявления чрезвычайного положении в 16 часов советские оккупационные войска разогнали демонстрацию. Несмотря на это, большие демонстрационные группы ходили по центру города и призывали к продолжению акций протеста.

#### В округе Магдебург
Магдебург наряду с Берлином, Галле, Йеной, Гёрлицем и Лейпцигом был важным центром событий 17 июня 1953 года.
Около 9 часов утра в марше протеста приняли участие примерно 20 тысяч человек. Около 11 часов колонны демонстрантов собрались в центре города. Были заняты здания ССНМ и СЕПГ, профсоюзов и редакции газеты «Volksstimme». Перед управлением полиции и тюрьмой в районе Зуденбург возникли кровопролитные столкновения. Двое полицейских и один сотрудник госбезопасности погибли. Однако освободить заключённых не удалось из-за появления перед зданием тюрьмы советских солдат, которые применили огнестрельное оружие и застрелили трёх демонстрантов, среди них 16-летнюю девушку. Более сорока демонстрантов получили ранения, в том числе тяжёлые.
После обеда демонстранты успешно штурмовали следственный изолятор Нойштадт и освободили 211 заключённых, среди них и обычных уголовников.

### Подавление волнений

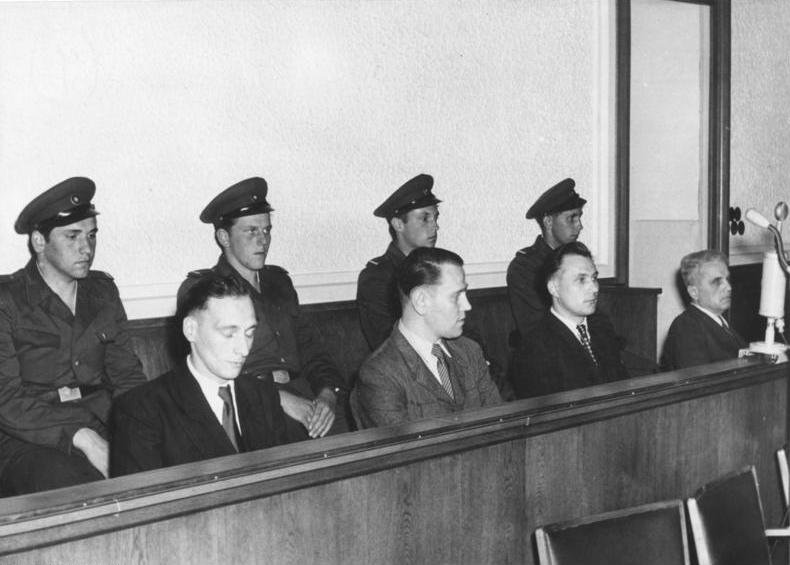
Процесс против «четырёх агентов западных шпионских и террористических организаций». 11 июня 1954

В ночь с 16 на 17 июня Вальтер Ульбрихт, Отто Гротеволь и министр госбезопасности Вильгельм Цайссер встретились в Карлсхорсте с верховным комиссаром Владимиром Семёновым и командующим группой советских оккупационных войск в ГДР Андреем Гречко, чтобы обсудить и подготовить возможное применение полиции и армии. Оно было предусмотрено только для Берлина.
Гротеволь записал результат договорённостей: «Советские войска в готовности. Перед введением в действие согласование с Политбюро. По возможности полиция, только в крайнем случае войска».
Основные части советских войск находились в это время на летних учениях. В ночь на 17 июня два полка 1-й механизированной дивизии и батальон 105-го полка министерства внутренних дел СССР были переброшены из района Кёнигс-Вустерхаузен в Карлсхорст на подкрепление 12-й танковой дивизии, которая там дислоцировалась. Во многих других советских гарнизонах также была объявлена повышенная боевая готовность.
Около 10 часов утра 17 июня Семёнов позвонил в ЦК СЕПГ, где только что началось экстренное заседание Политбюро, и в целях безопасности вызвал всё руководство в Карлсхорст. В 11 часов 45 минут он объявил немецким товарищам, что Москва потребовала ввести чрезвычайное положение.
Около полудня против протестующих были брошены советские танки. Между 11:15 и 11:30 напротив Цейхгауза один рабочий попал под гусеницы танка. Вскоре на этом месте демонстранты поставили деревянный крест. В 11:35 танки заняли позиции в районе Вильгельмштрассе и двинулись к Потсдамской площади. Вскоре после этого раздались первые выстрелы. Демонстранты кричали «Иван, вон отсюда!» «Домой, домой!» «Иван, пошёл домой!» Тяжелораненые были отправлены в больницы Западного Берлина. При этом массовых атак демонстрантов на советские танки и солдат почти не наблюдалось. Запечатлённые на широко известных фотоснимках молодые люди, которые на Лейпцигер-штрассе бросали в танки камни и бутылки или пытались повредить радиоантенны, были скорее исключением, чем правилом.
В 13 часов военный комендант советского сектора Берлина генерал-майор Пётр Диброва объявил в городе чрезвычайное положение, которое было отменено 11 июля.

 Для установления прочного общественного порядка в советском секторе Берлина приказываю:
1. С 13 часов 17-го июня 1953 года в советском секторе Берлина объявляется чрезвычайное положение.
2. Запрещаются все демонстрации, собрания, митинги и прочие скопления людей более трёх человек на улицах и площадях, а также в общественных зданиях.
3. Запрещается всяческое передвижение пешеходов и транспортных средств с 21 часа до 5 часов.
4. Нарушители этого приказа наказываются по законам военного времени.
Военный комендант советского сектора Большого Берлина

подп. Генерал-майор Диброва.
Чрезвычайное положение было введено в более 167 районах из 217. В 14 часов по радио было зачитано заявление премьер-министра Отто Гротеволя:

Мероприятия правительства Германской Демократической Республики по улучшению положения народа были отвечены фашистскими и другими реакционными элементами в Западном Берлине провокациями и тяжёлыми нарушениями порядка в демократическом секторе Берлина. Эти провокации должны осложнить установление единства Германии. Повод для оставления работы строителями в Берлине отпал после вчерашнего решения по вопросу о нормах. Волнения, которые после этого имели место, являются делом провокаторов и фашистских агентов зарубежных держав и их помощников из немецких капиталистических монополий. Эти силы недовольны демократической властью в Германской Демократической Республике, организующей улучшение положения населения. Правительство призывает население:
1. Поддержать мероприятия по немедленному восстановлению порядка в городе и создать условия для нормальной и спокойной работы на предприятиях.
2. Виновные в беспорядках будут привлечены к ответственности и строго наказаны. Призываем рабочих и всех честных граждан схватить провокаторов и передать их государственным органам.

3. Необходимо, чтобы рабочие и техническая интеллигенция в сотрудничестве с органами власти сами предприняли необходимые меры по восстановлению нормального рабочего процесса.
Днём 17 июня в Берлин позвонил Лаврентий Берия: «Почему Семёнов жалеет патроны?» Он потребовал от верховного комиссара быстрого и жёсткого наведения порядка. По воспоминаниям Семёнова, приказ Берии расстрелять двенадцать зачинщиков он лично заменил распоряжением «стрелять поверх голов демонстрантов». В одном интервью он рассказывал:

Я и Соколовский, имея чрезвычайные полномочия, нарушили указание Москвы и приказали открыть огонь поверх демонстрантов, а не по людям. (…) Кто знает, что было бы, если бы мы безмолвно исполняли указания Центра. А Хрущёв, узнав о нашем нарушении решений Политбюро, сказал: «Соколовский и Семёнов — это лучшие консультанты по Германии. Им на месте виднее, что надо делать и чего не делать».
В подавлении волнений участвовали 16 дивизий, из них только в Берлине 3 дивизии с 600 танками. Вечером 17 июня в городе действовали около 20 тысяч советских солдат и 15 тысяч служащих казарменной полиции.
Уже 24 июня в Берлине был организован митинг молодёжи в поддержку политики СЕПГ.
25 июня советские оккупационные власти объявили о прекращении действия чрезвычайного положения в ГДР, кроме Берлина, Магдебурга, Галле, Потсдама, Гёрлица, Дессау, Мерзебурга, Биттерфельда, Котбуса, Дрездена, Лейпцига, Геры и Йены. 29 июня чрезвычайное положение было отменено в Дрездене, Котбусе и Потсдаме.

## Итоги и последствия

### Жертвы

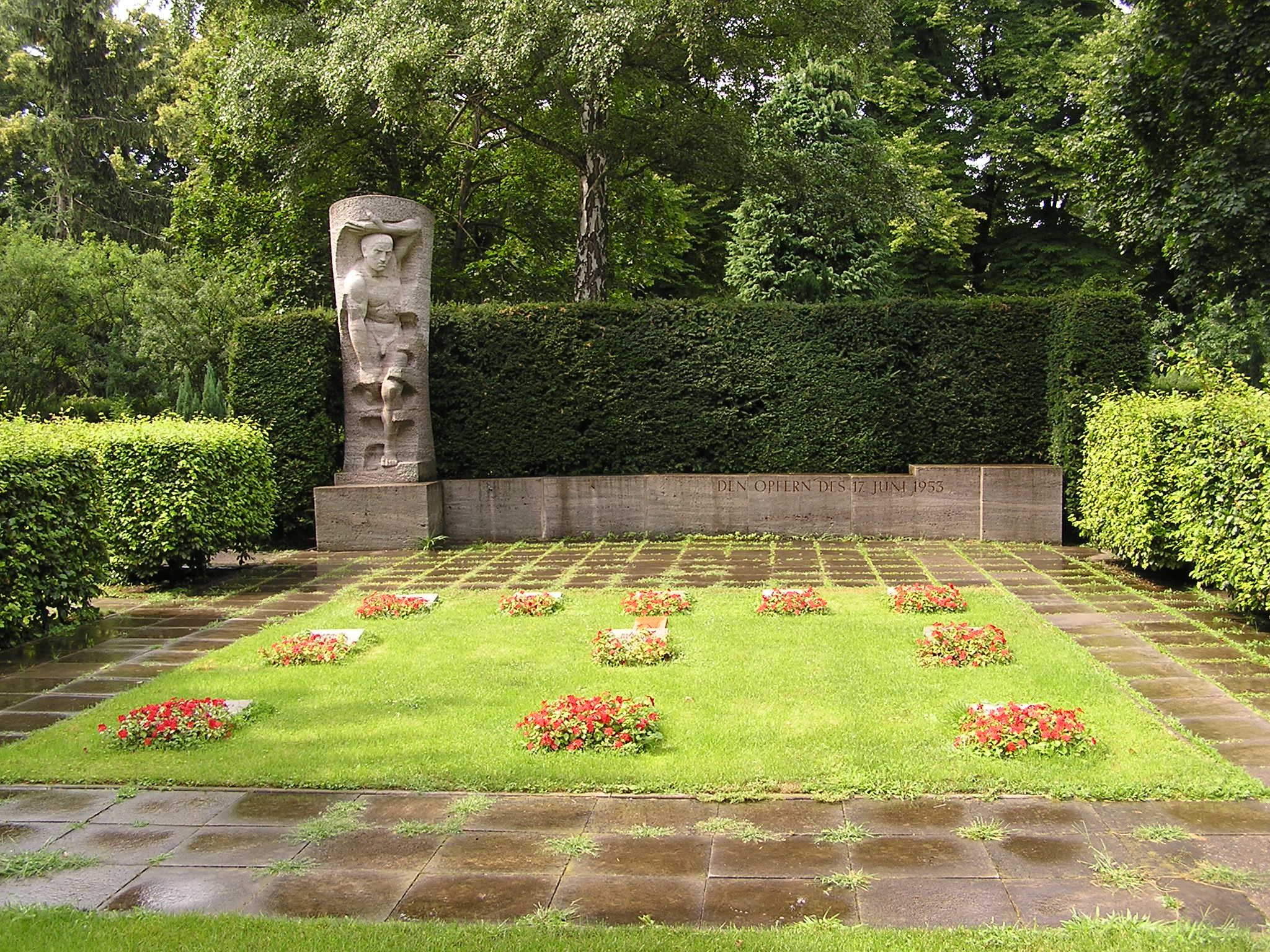
Мемориал Братская могила 11 погибших берлинцев на кладбище-колумбарии Зеештрассе

Официальные данные ГДР о жертвах 17 июня (25 человек) были занижены, а цифры, которые приводились на Западе (507 человек), — завышены. По словам Семёнова, «было около 220 жертв с обеих сторон». По уточнённым данным Центра исторических исследований в Потсдаме, число жертв, подтверждённых источниками, составляет 55 человек, из них четыре женщины. Ещё около 20 смертельных случаев так и не удалось расследовать.
C 17 по 23 июня 34 демонстранта, в том числе прохожие и зеваки, были застрелены полицейскими ГДР или советскими солдатами или скончались от полученных ран. 5 человек были приговорены советскими оккупационными властями к смертной казни и казнены. 2 человека были приговорены к смертной казни судами ГДР и казнены. 4 человека умерли в заключении. 4 человека покончили жизнь самоубийством в ходе расследования. 1 демонстрант скончался от сердечного приступа во время штурма полицейского участка. 17 июня были убиты 5 представителей органов безопасности, из них два полицейских и один сотрудник госбезопасности были расстреляны при защите тюрьмы, один сотрудник охраны был растерзан толпой и один полицейский по ошибке застрелен советскими солдатами.
В отчёте верховного комиссара Семёнова в Москву сообщалось, что к 5 ноября 1953 года судами ГДР были осуждены 1240 «участников провокаций», среди которых были 138 бывших членов нацистских организаций и 23 жителя Западного Берлина. До конца января это число увеличилось до 1526 осуждённых: двое были приговорены к смертной казни, трое — к пожизненному заключению, 13 — на сроки 10—15 лет, 99 — на сроки 5—10 лет, 994 — на сроки 1—5 лет и 546 на сроки до одного года.

#### Вильгельм Хагедорн
Вильгельм Хагедорн работал начальником охраны госторга в Ратенове. В 1951 году, подвыпив, он похвастался в трактире, что лично разоблачил 300 «фашистов» и «империалистических агентов». Вскоре после этого РИАС в одной из своих передач предупредила о сексоте Хагедорне. Таким образом, его имя стало ассоциироваться с репрессиями.
17 июня около 12 часов после окончания митинга на площади имени Карла Маркса демонстранты, увидев Хагедорна возле магазина, устроили на него настоящую охоту. Разъярённая толпа гонялась за ним по городу с криками «повесить его, собаку», а нагнав, била, терзала и топтала. В какой-то момент Хагедорну удалось спрятаться от преследователей на молокозаводе. Но когда за ним приехала карета скорой помощи, толпа перевернула машину и стала снова избивать свою жертву. С криком «топи его» Хагедорна бросили в канал. Несколько молодых людей били его вёслами по голове. В этот момент наконец приехал наряд полиции. Полицейские достали Хагедорна из воды и отвезли в больницу, где он в тот же день скончался от ран.
22 июня районный суд в Потсдаме вынес приговор в отношении пяти обвиняемых по делу Хагедорна. Двое 18-летних были приговорены к смертной казни, а остальные к срокам от двух до восьми лет. Адвокаты обжаловали смертный приговор, против которого высказалось даже Политбюро СЕПГ. 27 июня смертная казнь была заменена на 15-летнее тюремное заключение.
Хагедорн был единственной жертвой «суда Линча» в ходе событий 17 июня 1953 года.
На надгробье под датами его рождения и смерти были выгравированы слова Юлиуса Фучика: «Люди, я любил вас. Будьте бдительны!» В 1997 году после общественного обсуждения надгробье было удалено.

#### Эрна Дорн
Так звали женщину, личность которой до сих пор точно не установлена. 22 июня 1953 года окружной суд в Галле приговорил её в качестве «зачинщицы» к смерти. Приговор был приведён в исполнение 1 октября 1953 года в Дрездене. 22 марта 1994 года прокуратура Галле отменила приговор как неправомочный.
Дело «комендантши концлагеря Равенсбрюк Эрны Дорн», которая 17 июня якобы выступала в Галле с «фашистскими тирадами», было легендой официальной пропаганды, пытавшейся представить события 17 июня «фашистским путчем». Немалую роль в этом сыграл рассказ «Комендантша» Стефана Хермлина.
Якобы родом из Восточной Пруссии, женщина под чужим именем приехала в Галле в ноябре 1945 года и в корыстных целях выдала себя за бывшую узницу концлагеря. В том же году она вступила в коммунистическую партию (с 1946 года — СЕПГ) и вышла замуж за полицейского. В 1951 году она попала в тюрьму за воровство. Там Эрна Дорн стала рассказывать про себя невероятные истории — сначала про свою шпионскую деятельность, а затем про то, что её муж был комендантом концлагеря Равенсбрюк, а она сама служила секретаршей в гестапо. На основе показаний обвиняемой 21 мая 1953 года её приговорили к 15 годам тюремного заключения за преступления против человечности.
17 июня 1953 года около 16 часов в числе других заключённых Эрна Дорн была освобождена повстанцами. По её собственным словам, сначала она пошла в городскую миссию получить новую одежду, а потом отправилась на рынок. Многочисленные свидетели митинга на рыночной площади не видели никакой женщины на трибуне. Все отчёты о действиях Эрны Дорн между 16 и 21 часом основывались исключительно на её собственных показаниях, которые она дала на допросе 18 июня. Однако уже 20 июня в печати её объявили «предводительницей».
26 июня 1953 года в газете «Нойес Дойчланд» под заголовком «Эрна Дорн, она же Гертруд Рабештайн» — на «зачинщицу из Галле» перенесли биографию жестокой надзирательницы концлагеря Равенсбрюк. Однако настоящая Гертруд Рабештайн была осуждена к пожизненному заключению ещё в 1948 году и в июне 1953 года отбывала срок наказания в тюрьме в Вальдхайме.

#### Легенда о расстрелянных советских военнослужащих
Легенда гласит: 28 июня 1953 года на лесной поляне близ Бидерица под Магдебургом были расстреляны 18 солдат 73-го стрелкового полка. Среди них ефрейтор Александр Щербина, рядовой Василий Дятковский и сержант Николай Тюляков. Ещё 23 советских военнослужащих были расстреляны в эти дни на скотобойне в Берлине-Фридрихсхайне.
16 июня 1954 года по инициативе группы русских эмигрантов в Целендорфе, в американском секторе Берлина, был сооружён скромный обелиск. На сером гранитном камне стоит надпись: «Русским офицерам и солдатам, которым пришлось умереть, потому что они отказались стрелять в борцов за свободу 17 июня 1953 года».
Слух о расстреле советских военнослужащих, которые отказались выполнить приказ, был распространён летом 1953 года в листовке эмигрантской организации «Народно-трудовой союз российских солидаристов» (НТС). Эта организация холодной войны располагалась в Мюнхене, тесно сотрудничала с ЦРУ и содержала «революционный штаб» по борьбе с коммунизмом. На Западе, как и на Востоке, дезинформация была легальным средством борьбы.
Что касается подробностей истории о расстреле советских военнослужащих, то авторы в то время рассчитывали на то, что её никто не сможет проверить. Свидетелем был объявлен советский майор Никита Роньшин. Это реальный персонаж, который в конце апреля 1953 года (то есть за три месяца до событий) через Западный Берлин перебежал к американцам. Однако НТС он описал подробности расстрела — как в лесу под Магдебургом, так и на берлинской скотобойне.
Историки, которые изначально с недоверием относились к истории НТС и Роньшина, с 1989 года пытались найти подтверждение в советских архивах, но так ничего и не нашли.
В августе 2000 года Управление по реабилитации Главной военной прокуратуры РФ сообщило, что российская сторона не располагает никакими данными о расстреле 41 военнослужащего. Кроме того, 73-й стрелковый полк покинул Германию сразу после окончания войны.

### Американская реакция на 17 июня 1953 года
Администрация Эйзенхауэра внимательно следила за углублением кризиса в ГДР. Однако она склонялась к мнению о том, что руководство СССР и ГДР преодолеют кризис и выйдут из него окрепшими. В то же время в государственном департаменте не осознавали волю к сопротивлению восточногерманского населения. В отчёте из Восточного Берлина в Вашингтон указывалось, что не следует ожидать, «что даже если их к этому призвать, восточные немцы хотели и могли бы совершить революцию, если такой призыв не будет сопровождаться западным объявлением войны или гарантиями западной военной поддержки». Ещё 2 июня 1953 года Верховная комиссия сообщала, что экономический кризис в ГДР представляется далеко не таким хаотичным, как это изображают в Западной Германии: «В настоящее время нет оснований полагать, что ситуация может приобрести катастрофические масштабы или что правительство ГДР не сможет предотвратить катастрофу». ЦРУ также переоценило стабильность ГДР.
В результате события в Берлине застигли Вашингтон врасплох. Информация о демонстрациях поступала в государственный департамент каждый час. Однако поначалу американцы не знали, кто стоял за демонстрантами. Союзные и западногерманские наблюдатели думали, что акция была изощрённым манёвром Советского Союза, чтобы снять непопулярного Вальтера Ульбрихта. В Вашингтоне быстро поняли, что восстание предлагает «прекрасную пропагандистскую возможность». Однако конкретного плана, как реагировать на волнения, у государственного департамента не было.
Политика Вашингтона в отношении Германии в первые дни после восстания была отмечена суетливым акционизмом и разработкой планов. Администрация Эйзенхауэра находилась под давлением событий. По сообщению ЦРУ, ещё в первые дни восстания американские наблюдатели в Берлине предупреждали, что может возникнуть впечатление, что правительство Эйзенхауэра «плетётся в хвосте дискуссии об объединении».

### Последствия
Кризис не ослабил, а наоборот, укрепил позиции Ульбрихта. Против Ульбрихта и его сталинистского курса в СЕПГ и её руководстве существовала сильная оппозиция, имевшая все основания надеяться на поддержку из Москвы. Однако кризис позволил Ульбрихту провести чистку партии от своих противников, обвинённых в пассивности и социал-демократическом уклоне. До конца года произошла смена около 60 % руководящих работников окружных комитетов СЕПГ.
15 июля 1953 года министр юстиции ГДР Макс Фехнер, который в интервью газете «Нойес Дойчланд» от 30 июня высказался против преследования бастовавших рабочих, за «антипартийное и антигосударственное поведение» был отстранён от должности, исключён из партии, арестован и приговорён к восьми годам тюремного заключения. 18 июля Политбюро ЦК СЕПГ приняло решение о снятии с должности министра государственной безопасности Вильгельма Цайссера. На 15-м пленуме ЦК СЕПГ 24—26 июля 1953 года Цайссер и главный редактор газеты «Нойес Дойчланд» Рудольф Гернштадт были выведены из состава Политбюро и лишились всех партийных должностей.
21 июня 1953 года были официально восстановлены прежние нормы выработки и отменено сокращение заработной платы; в октябре правительство понизило на 10—25 % цены на товары народного потребления. СССР, в свою очередь, поспешил сократить требования репараций (теперь они составляли лишь 5 % бюджета ГДР), что также способствовало улучшению материального положения. 1 января 1954 года репарации были и вовсе прекращены. Однако бегство в ФРГ усилилось: если в 1952 году бежали более 182 тысяч человек, то в 1953 — более 331 тысячи, в 1954 — более 184 тысяч, в 1955 — более 252 тысяч.
9 декабря 1953 года в ответ на события 17 июня были созданы «боевые группы». Их члены дали клятву о «защите достижений государства рабочих и крестьян с оружием в руках».
Непосредственным последствием кризиса стало также прекращение в 1954 году режима оккупации и обретение ГДР суверенитета.
Психологические последствия кризиса для жителей ГДР Вилли Брандт определил в своих мемуарах следующим образом:

Восставшим стало ясно, что они остались в одиночестве. Появились глубокие сомнения в искренности политики Запада. Противоречие между громкими словами и малыми делами запомнилось всем и пошло на пользу власть имущим. В конце концов люди стали устраиваться как могли.

## «Фашистский путч»
Власти ГДР объявили волнения результатом иностранного вмешательства. В заявлении ЦК СЕПГ от 21 июня 1953 года «Об обстановке и непосредственных задачах партии», зачитанном Гротеволем на 14-м пленуме ЦК СЕПГ, движение протеста характеризовалось как «фашистская авантюра» и «фашистская провокация». 17 июня было объявлено «заранее спланированным днём Х». Это определение снова всплыло в постановлении «Новый курс и задачи партии» 15-го пленума ЦК СЕПГ, состоявшегося 24—26 июля 1953 года. «Фашистский день Х» стал «попыткой фашистского путча», которую предприняли «фашистские провокаторы» в «демократическом секторе Берлина»:

Благодаря их агентам и другим подкупленным личностям, которые массово засылались в ГДР прежде всего из Западного Берлина, агрессивным силам немецкого и американского монополистического капитала удалось подвигнуть части населения на забастовку и на демонстрации в столице Берлине и некоторых населённых пунктах республики. 16 и 17 июня тысячи фашистских боевиков, а также много дезориентированных западноберлинских молодых людей организованными группами двинулись через границу секторов, распространяя листовки и поджигая магазины Госторга и другие здания на Потсдамской площади. […] Тем не менее беспорядки произошли в целом только в 272 из примерно 10 тысяч общин ГДР, а именно только там, где империалистические тайные полиции имели свои базы или куда они могли засылать своих агентов.
В «Советской исторической энциклопедии» события 17 июня 1953 года в ГДР характеризовались следующим образом:

Строительство социализма в ГДР осуществлялось в обстановке ожесточённой классовой борьбы. Империалистические страны широко использовали в качестве плацдарма для проведения подрывной работы Западный Берлин. Враждебные элементы, опираясь на поддержку Западной Германии, США и других империалистических стран, попытались использовать трудности социалистического строительства для реставрации капиталистических порядков в ГДР. С этой целью 17 июня 1953 года был спровоцирован фашистский путч. В результате энергичного отпора населения, прежде всего рабочего класса, и помощи Советской Армии этот путч был успешно ликвидирован.
После объединения Германии в архиве министерства госбезопасности была найдена стенограмма совещания от 11—12 ноября 1953 года, на котором Эрнст Волльвебер, сменивший Цайссера на посту министра госбезопасности, самокритично признал:

Мы вынуждены констатировать, что нам до сих пор не удалось по поручению Политбюро выявить инспираторов и организаторов путча 17 июня. Нам до сих пор не удалось выполнить это поручение.
Идея, что кризис и волнения были инспирированы западными спецслужбами, до сих пор популярна в России. В качестве подтверждения, например, приводятся сведения о якобы специально подготовленных группах, которые оперативно управлялись из Западного Берлина, призывы РИАС к всеобщей забастовке и наконец то, что западногерманские власти якобы предоставили транспорт для переброски демонстрантов.
Авторы книги «Советский Союз в локальных войнах и конфликтах» Сергей Лавренов и Игорь Попов вообще характеризуют события как «мармеладный бунт», утверждая, что взрыв негодования населения ГДР был спровоцирован повышением цен на мармелад, который составлял «чуть ли не основную часть завтрака немецкого рабочего». Кофе, хлеб или булочка с маслом и мармеладом являются самым типичным завтраком у немцев.

## Наиболее известные участники
- Хильда Беньямин[нем.] (1902—1989), министр юстиции ГДР, выступала за жёсткие приговоры бастующим.
- Эрна Дорн[нем.] (1911—1953), якобы бывший комендант концлагеря и зачинщица, приговорена к смертной казни.
- Макс Фехнер (1892—1973), министр юстиции ГДР, высказался против судебного преследования бастующих рабочих и был приговорён к 8 годам каторжной тюрьмы.
- Георг Гайдцик[нем.] (1929—1953), народный полицейский, убит из огнестрельного оружия.
- Герхард Хендлер[нем.] (1928—1953), народный полицейский, убит из огнестрельного оружия.
- Эрнст Енрих[нем.] (1911—1954), по распоряжению Хильды Беньямин был приговорён к смертной казни.
- Отто Нушке[нем.] (нем. Otto Nuschke, 1883—1957) — заместитель премьер-министра ГДР; 17 июня 1953 года был вытеснен демонстрантами в Западный Берлин[74], откуда он вернулся через двое суток.

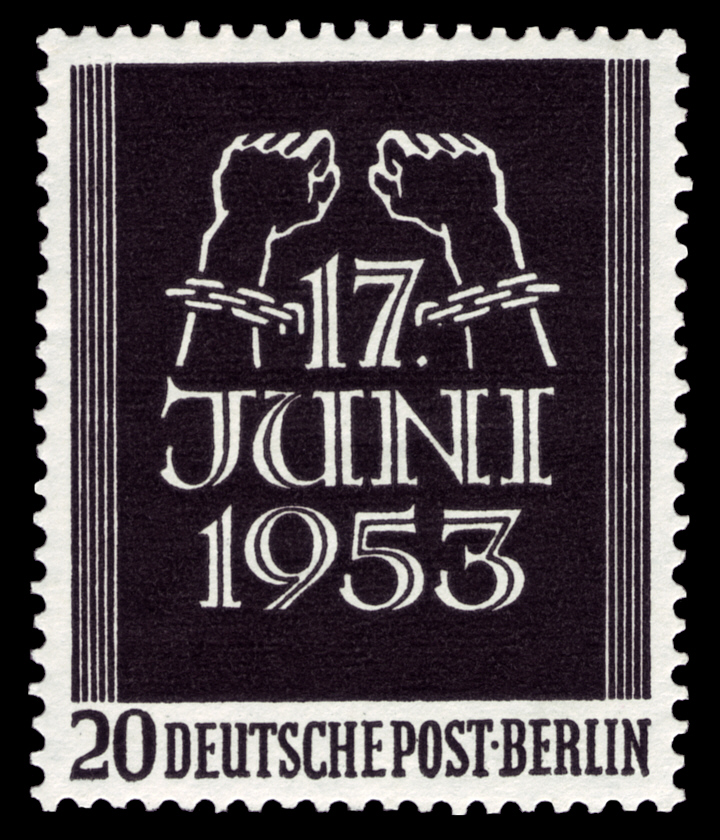
Западноберлинская почтовая марка. 17 августа 1953

## Память о событиях

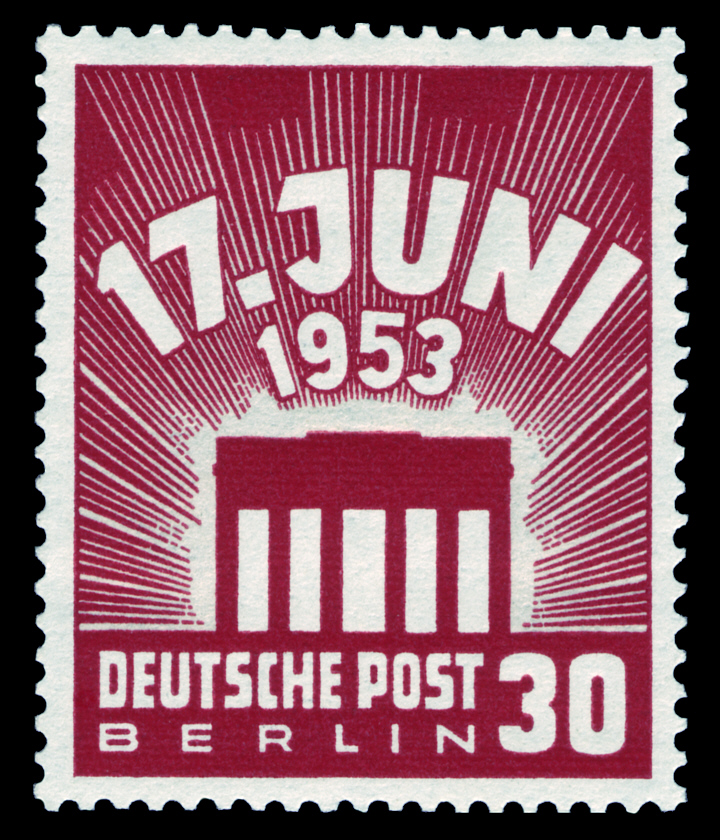
Западноберлинская почтовая марка. 17 августа 1953

В Западном Берлине на кладбище-колумбарии Зеештрассе в районе Веддинг, где похоронены 11 берлинцев, погибших 17 июня 1953 года, был открыт мемориал. На каменной стене выгравирована надпись: «Жертвам 17 июня 1953 года».
Решением сената Западного Берлина от 22 июня 1953 года продолжение улицы Унтер-ден-Линден от Бранденбургских ворот до Кайзердамм Шарлоттенбургер-аллее получила название «улица 17 Июня».
В 1954 году 17 июня было объявлено в ФРГ национальным праздником и государственным выходным днём — «Днём немецкого единства». В 1990 году, после объединения Германии, праздник был перенесён на 3 октября.